# Мост Винсента Томаса
Мост Винсента Томаса (англ. Vincent Thomas Bridge) — автодорожный висячий мост через гавань Лос-Анджелеса в штате Калифорния, США, соединяющий портовый район Лос-Анджелеса Сан-Педро с островом Терминал. Введён в эксплуатацию 15 ноября 1963 года. Длина самого длинного пролёта составляет 460 м. Мост назван в честь члена законодательного органа Сан-Педро Винсента Томаса и является составной частью 47-й калифорнийской трассы (California State Route 47). Это третий по длине висячий мост Калифорнии, а также 76-й по длине пролёта из всех мостов в мире.

## История

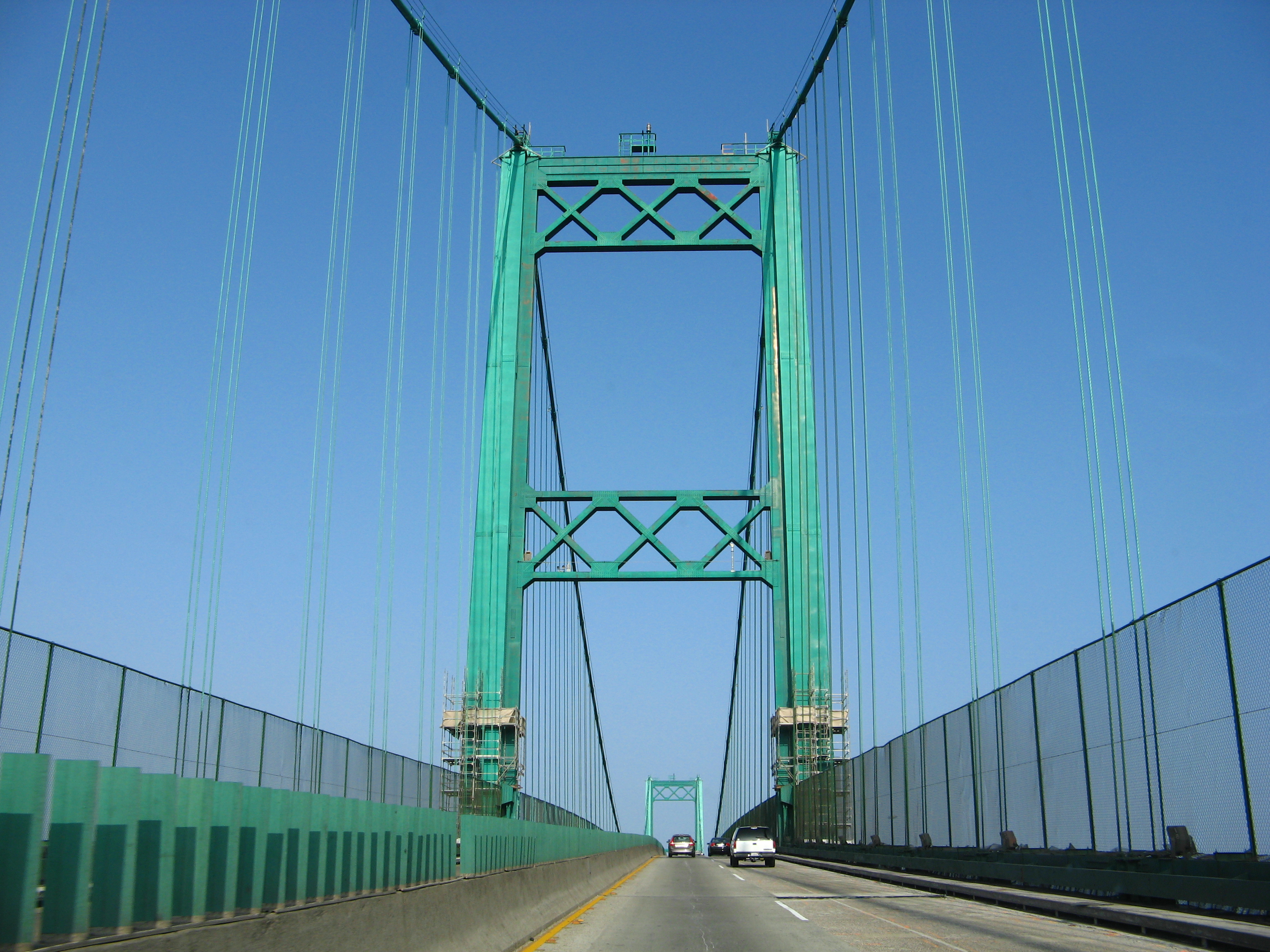
Автомобильная трасса

Причиной возведения моста стало увеличение объёма транспортных перевозок к порту, который располагался неподалёку. До этого перевозки осуществлялись паромами, которые соединяли район Сан-Педро и остров Терминал. Инициатором строительства моста был законодатель Винсент Томас, который представлял Сан-Педро.
В течение всего периода строительства моста и в первые годы после его открытия за бесперспективность и бесполезность его называли «мост в никуда». Но уже начиная с 1970-х годов значение моста резко возросло из-за близкого расположения к нему портов Лос-Анджелес и Лонг-Бич, ставших главными портами Западного Побережья США.

### Инцидент
19 августа 2012 года 68-летний кинорежиссёр Тони Скотт, оставив в своей машине предсмертную записку, содержание которой не разглашается, после полудня по местному времени покончил жизнь самоубийством, бросившись с моста Винсента Томаса.

## Галерея

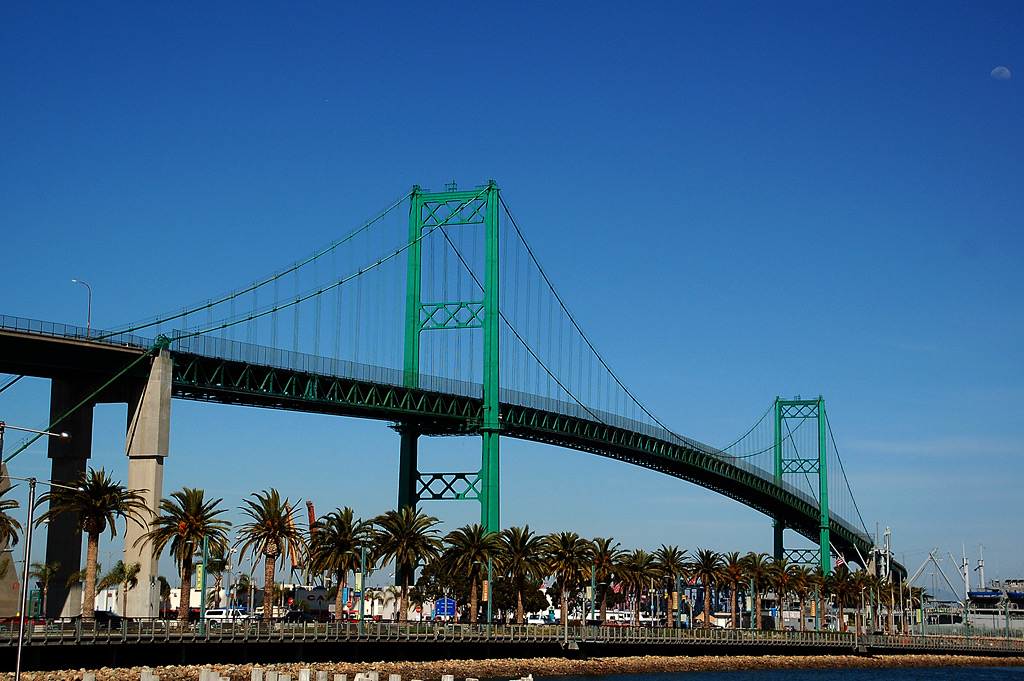
Мост Винсента Томаса
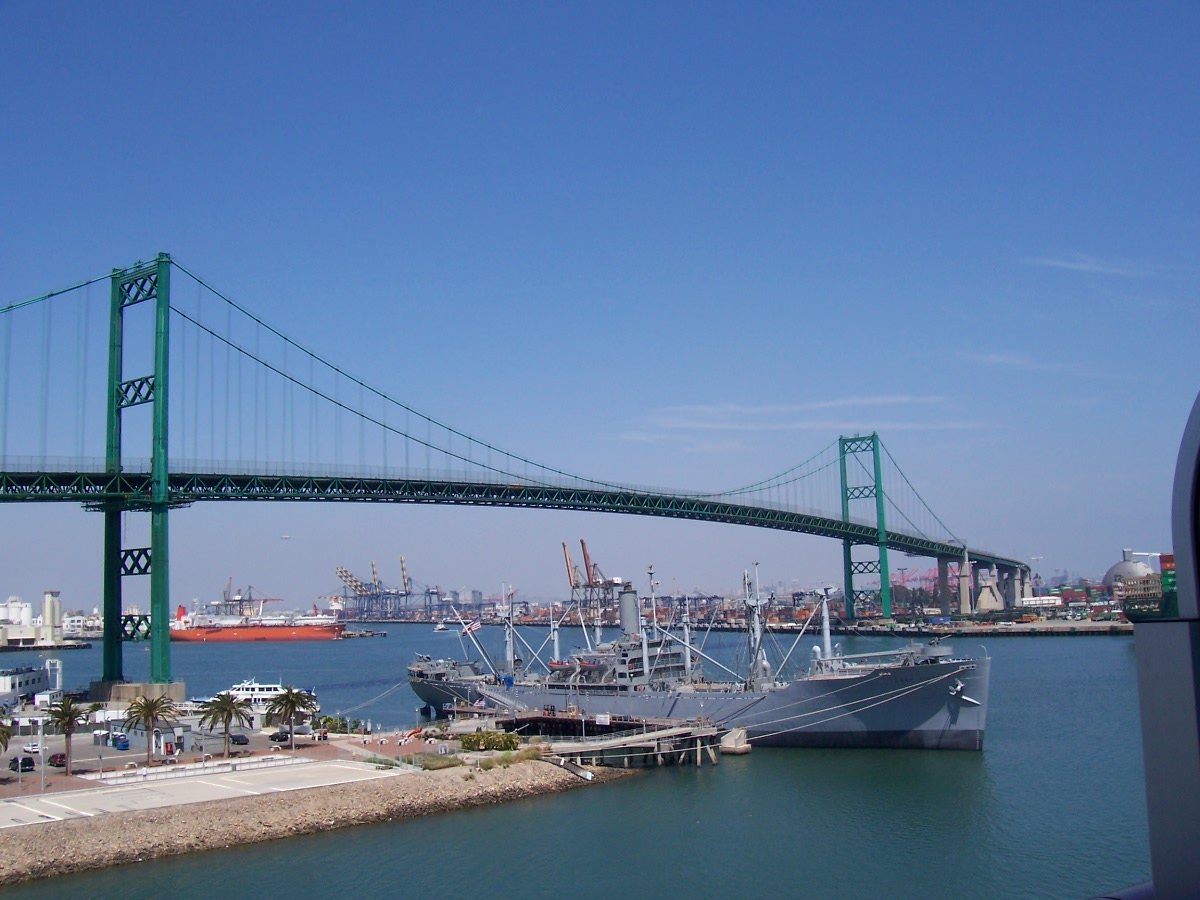
Мост Винсента Томаса
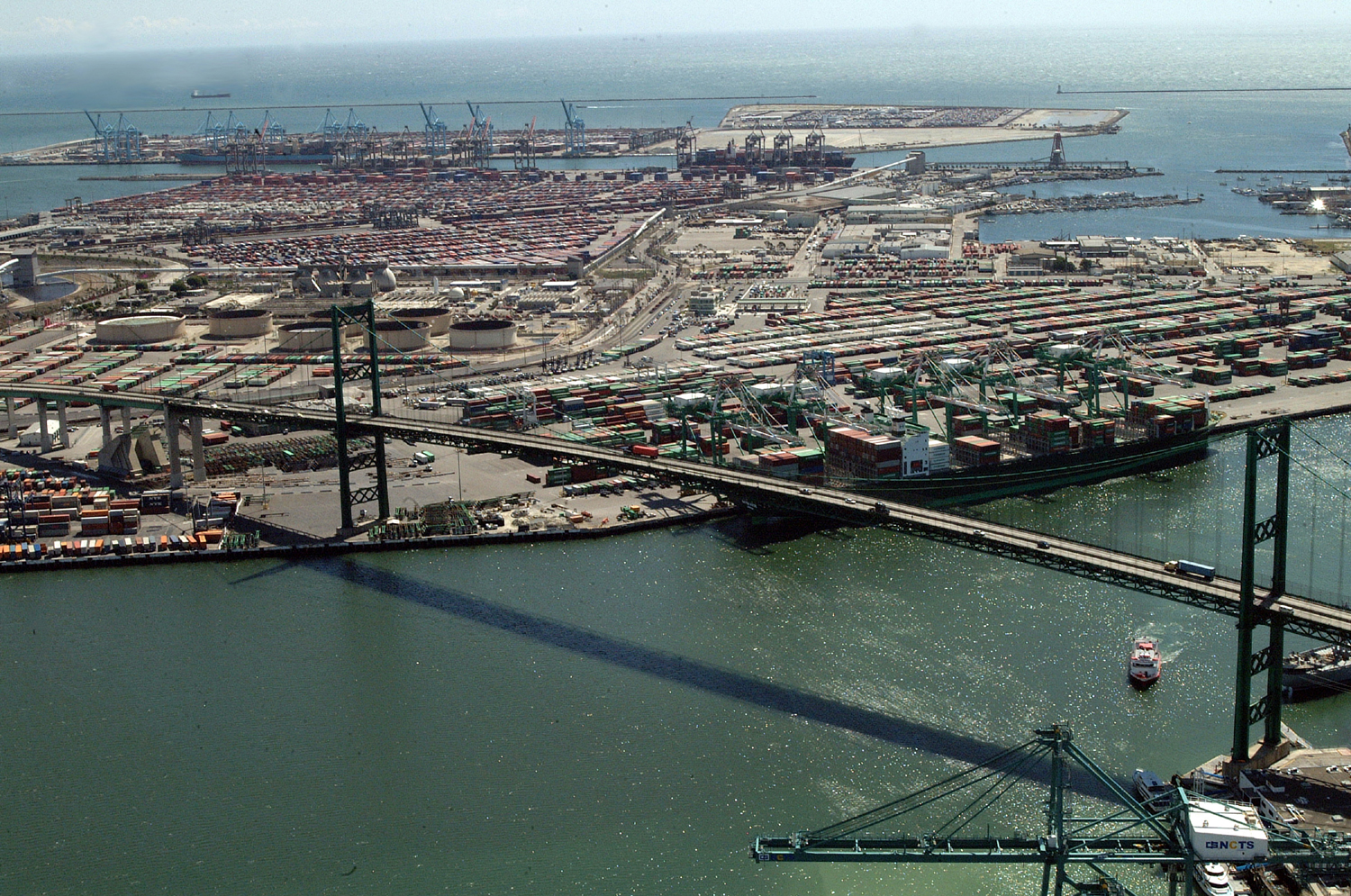
Мост Винсента Томаса и порт Лос-Анджелеса
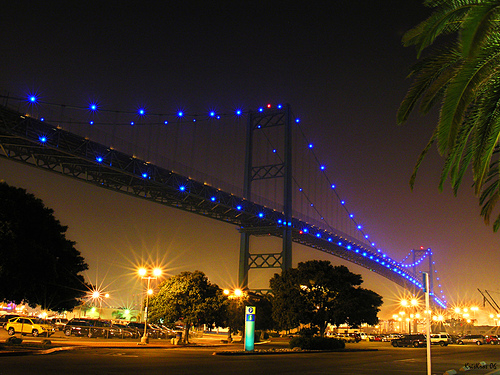
Мост Винсента Томаса вечером